# Lancia Astura
El Lancia Astura es un automóvil de turismo fabricado por la marca italiana Lancia entre 1931 y 1939.
El Astura fue lanzado como sustituto del exitoso Lancia Lambda. Contaba en sus primeras dos series con un motor de 8 cilindros en V, con una abertura de 19º, una cilindrada de 2.606 l y una potencia máxima de 72 cv a 4.000 rpm. Gracias a su bajo peso (950 kg) el Astura conseguía buenos registros de aceleración con una velocidad máxima declarada de 125 km/h. En las series dos y cuatro la cilindrada y potencia del motor fueron aumentados a 2.973 cc y 82 cv respectivamente. Se presentaron en total 4 series de este modelo con numerosos cambios de diseño. Un total de 2.912 ejemplares fueron comercializados hasta el cese de su producción en 1939.

## Galería

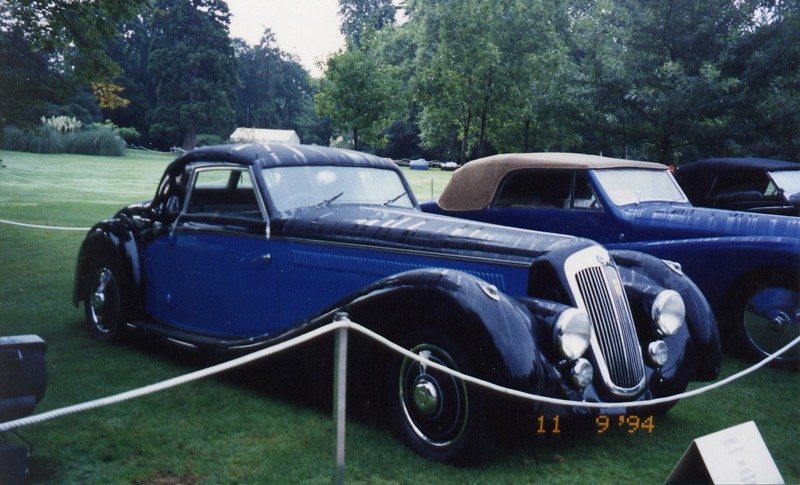
Lancia Astura Pourtout 1938..
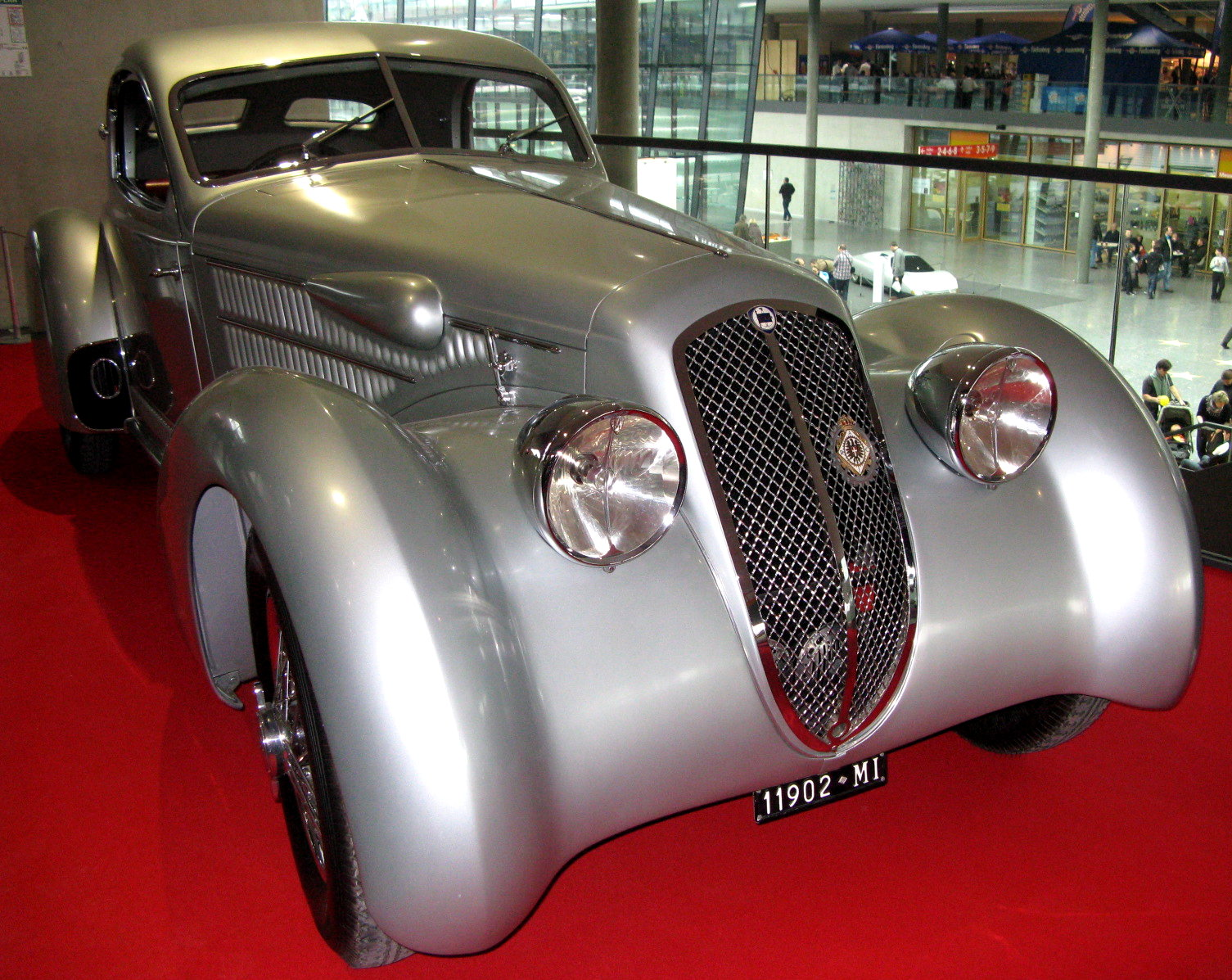
Lancia Astura 233C Aerodynamica 1935..
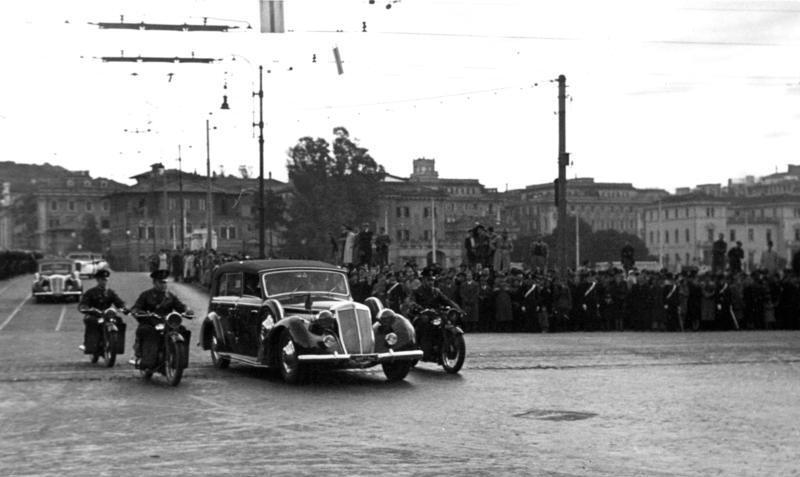
Lancia Astura 1932..